# John Smith (Architekt)
John Smith (* 1781; † 22. Juli 1852) war ein schottischer Architekt. Er war der Stadtarchitekt von Aberdeen und zusammen mit seinem Kollegen Archibald Simpson war er für die Gestaltung der Granite City in Aberdeen verantwortlich. Außerdem gestaltete er viele alte und bekannte Anwesen und Schlösser neu. Smith ist auf dem Friedhof der Kirk of St Nicholas in Aberdeen beigesetzt, deren Südportal er selbst gestaltet hatte.
Eine Auflistung der Bauwerke, an denen er (mit)arbeitete:
- Balmoral (Das Originalgebäude)
- Bridge of Dee
- Brucklay House
- Castle Fraser
- Craigievar Castle
- Drumtochty Castle
- Dunecht House
- Haddo House
- King’s College
- Peterhead Prison
- Raemoir House
- Rickarton House
- Robert Gordon’s College
- St Clement’s Church
- St Devenick’s Bridge
- St Machar’s Cathedral
- Skene Parish Church
- New Slains Castle